# Aplastodiscus arildae
Aplastodiscus arildae är en groddjursart som först beskrevs av Cruz och Peixoto 1987.  Aplastodiscus arildae ingår i släktet Aplastodiscus och familjen lövgrodor. IUCN kategoriserar arten globalt som livskraftig. Inga underarter finns listade i Catalogue of Life.